# Leonhard Christoph Rühl

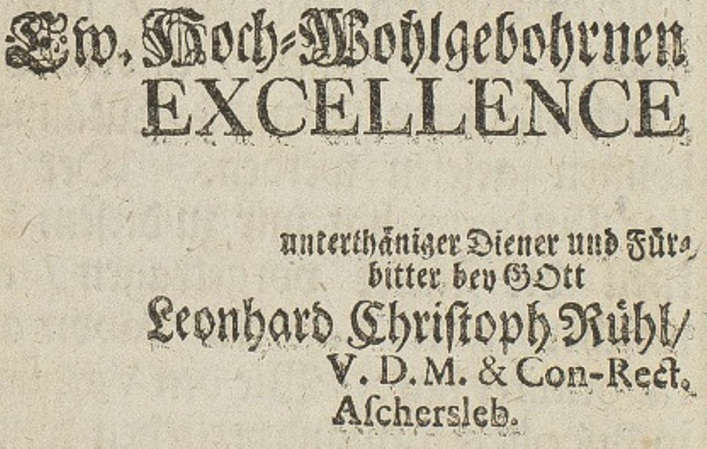
Leonhard Christoph Rühl, Schluss seiner Widmung der Schrift M. T. Ciceronis Epistolæ Ad Familiares an den Regierungspräsidenten in Halberstadt Friedrich von Hamrath

Leonhard Christoph Rühl, in der Dativform seiner Buchtitel Rühlen, von dort später falsch rückgebildet Rühle, (* 11. Novemberjul. / 21. November 1685greg. in Halberstadt; † 14. Mai 1741 in Aschersleben) war ein deutscher Pädagoge, Philologe, lutherischer Prediger und Schriftsteller. Er publizierte auch unter dem Pseudonym Renatus Christophorus Leonardus.

## Leben
Leonhard Christoph Rühl wuchs in Halberstadt auf. Sein Vater Andreas Rühl war Kantor an der Moritzkirche und Lehrer am Martineum. Seine Mutter war die Pfarrerstochter Anna Elisabeth geborene Hosenthin. Er besuchte das Martineum bis zum Abitur und begann 1704 das Theologiestudium in Halle; seine wichtigsten Lehrer waren dort Joachim Justus Breithaupt, August Hermann Francke und Paul Anton, der ihn persönlich förderte.
1711 ging Rühl als Hauslehrer in die Familie des Pfarrers Jacob Friedrich Reimmann in Ermsleben. Reimmann, der in Halberstadt Rühls Lehrer gewesen war, unterstützte ihn in seinen historisch-philologischen Interessen.
1713 wurde Rühl Konrektor am Stephaneum in Aschersleben. In diesem Amt blieb er 28 Jahre bis zu seinem Tod. Neben dem Schulunterricht war er auch als Privatdozent tätig und begann, zunächst mit praktisch-pädagogischer Zielsetzung, Bücher zu veröffentlichen. Als 1719 das Pfarramt der Stephanikirche in das Schulkollegium inkorporiert wurde, erhielt er nach Probepredigt und öffentlichem Examen, zugleich mit zwei Kollegen, einen Predigtauftrag an der Kirche. Aber erst im Frühjahr 1741, wenige Wochen vor seinem Tod, wurde er, auf Antrag des Ascherslebener Magistrats beim Konsistorium in Halberstadt, nach einer Probepredigt im Halberstädter Dom ordiniert.
Johann Gottlieb Biedermann listet 51 Schriften von Leonhard Christoph Rühl auf, darunter zahlreiche Übersetzungen aus dem Lateinischen und Französischen sowie philologisch-pädagogische Bibel- und Bekenntniskommentare.